# 亚述尼拉里四世
亚述尼拉里四世（英語：Ashur-nirari IV）（？—前1016年），中亚述时期的亚述国王（公元前1020年—公元前1016年在位）萨尔玛那萨尔二世之子和继承人，他在位4年，死后由其叔亚述拉比二世承袭其位。
| 前任： 萨尔玛那萨尔二世 | 亚述国王 前1020年－前1016年 | 繼任： 亚述拉比二世 |